# Alexandros Vasilakis
Alexandros Vasilakis (Corfú, 8 de agosto de 1979) es un jugador de balonmano griego que juega de lateral derecho. Fue un componente de la Selección de balonmano de Grecia.
Formó parte de la generación de balonmanistas griegos que por primera vez disputaron unos Juegos Olímpicos, en los Juegos Olímpicos de Atenas 2004.
En la Bundesliga marcó 1407 goles, siendo uno de los goleadores más importantes de la historia del campeonato germano.

## Palmarés

### Esch
- Liga de Luxemburgo de balonmano (2): 2017, 2019
- Copa de Luxemburgo de balonmano (2): 2017, 2019

## Clubes
- ASE Doukas ( -2003)
- Wilhelmshavener HV (2003-2005)
- HSG Düsseldorf (2005-2007)
- SC Magdeburg (2007-2009)
- MT Melsungen (2009-2013)
- Fenix Toulouse HB (2013)
- Pays d'Aix HB (2013-2014)
- Al Quiyada (2014)
- HBW Balingen-Weilstetten (2014-2016)
- Handball Esch (2016-2019)